# Йо (Східні Піренеї)
Йо (фр. Llo, оригінальна вимова: французькою /jo/ , каталанською /ʎo/)  — муніципалітет у Франції, у регіоні Окситанія, департамент Східні Піренеї. Населення — 161 особа (01.01.2021).
Муніципалітет розташований на відстані близько 720 км на південь від Парижа, 200 км на південний захід від Монпельє, 75 км на захід від Перпіньяна.

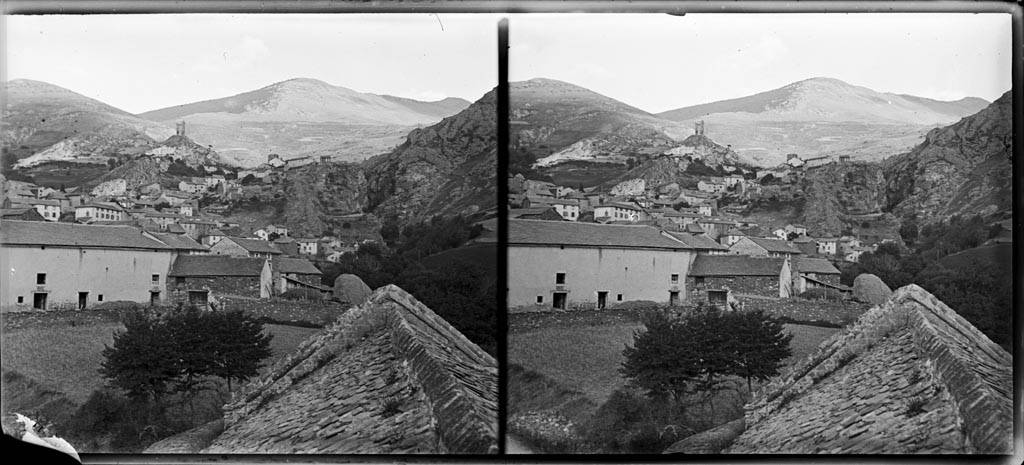
Церква у Йо.

## Історія
До 2015 року муніципалітет перебував у складі регіону Лангедок-Русійон. Від 1 січня 2016 року належить до нового об'єднаного регіону Окситанія.

## Демографія
Динаміка населення (Insee ·  ):
Розподіл населення за віком та статтю (2006):
| Стать | Всього | До 15 років | 15-24 | 25-44 | 45-64 | 65-85 | Понад 85 |
| --- | ------ | ----------- | ----- | ----- | ----- | ----- | -------- |
| Чоловіки | 72     | 16          | 8     | 24    | 24    | 0     | 0        |
| Жінки | 68     | 8           | 8     | 16    | 20    | 16    | 0        |
| \| Статево-вікова піраміда \| Статево-вікова піраміда \| Статево-вікова піраміда \| \| ----------------------- \| ----------------------- \| ----------------------- \| \| Чоловіки \| Вік \| Жінки \| \| 0 \| 85 + \| 0 \| \| 0 \| 80-84 \| 8 \| \| 0 \| 75-79 \| 0 \| \| 0 \| 70-74 \| 0 \| \| 0 \| 65-69 \| 8 \| \| 12 \| 60-64 \| 8 \| \| 0 \| 55-59 \| 12 \| \| 4 \| 50-54 \| 0 \| \| 8 \| 45-49 \| 0 \| \| 4 \| 40-44 \| 12 \| \| 12 \| 35-39 \| 4 \| \| 4 \| 30-34 \| 0 \| \| 4 \| 25-29 \| 0 \| \| 0 \| 20-24 \| 4 \| \| 8 \| 15-20 \| 4 \| \| 0 \| 10-14 \| 4 \| \| 4 \| 5-9 \| 0 \| \| 12 \| 0-4 \| 4 \| |        |             |       |       |       |       |          |
| Статево-вікова піраміда |        |             |       |       |       |       |          |
| Чоловіки | Вік    | Жінки       |       |       |       |       |          |
| 0 | 85 +   | 0           |       |       |       |       |          |
| 0 | 80-84  | 8           |       |       |       |       |          |
| 0 | 75-79  | 0           |       |       |       |       |          |
| 0 | 70-74  | 0           |       |       |       |       |          |
| 0 | 65-69  | 8           |       |       |       |       |          |
| 12 | 60-64  | 8           |       |       |       |       |          |
| 0 | 55-59  | 12          |       |       |       |       |          |
| 4 | 50-54  | 0           |       |       |       |       |          |
| 8 | 45-49  | 0           |       |       |       |       |          |
| 4 | 40-44  | 12          |       |       |       |       |          |
| 12 | 35-39  | 4           |       |       |       |       |          |
| 4 | 30-34  | 0           |       |       |       |       |          |
| 4 | 25-29  | 0           |       |       |       |       |          |
| 0 | 20-24  | 4           |       |       |       |       |          |
| 8 | 15-20  | 4           |       |       |       |       |          |
| 0 | 10-14  | 4           |       |       |       |       |          |
| 4 | 5-9    | 0           |       |       |       |       |          |
| 12 | 0-4    | 4           |       |       |       |       |          |

## Економіка
2010 року серед 102 осіб працездатного віку (15—64 років) 83 були активними, 19 — неактивними (показник активності 81,4%, у 1999 році було 75,8%). З 83 активних мешканців працювали 73 особи (36 чоловіків та 37 жінок), безробітними було 10 (5 чоловіків та 5 жінок). Серед 19 неактивних 6 осіб було учнями чи студентами, 8 — пенсіонерами, 5 були неактивними з інших причин.

У 2010 році в муніципалітеті обліковувалось 65 оподаткованих домогосподарств, у яких проживали 153,0 особи, медіана доходів виносила 15 245 євро на одного особоспоживача

## Галерея зображень

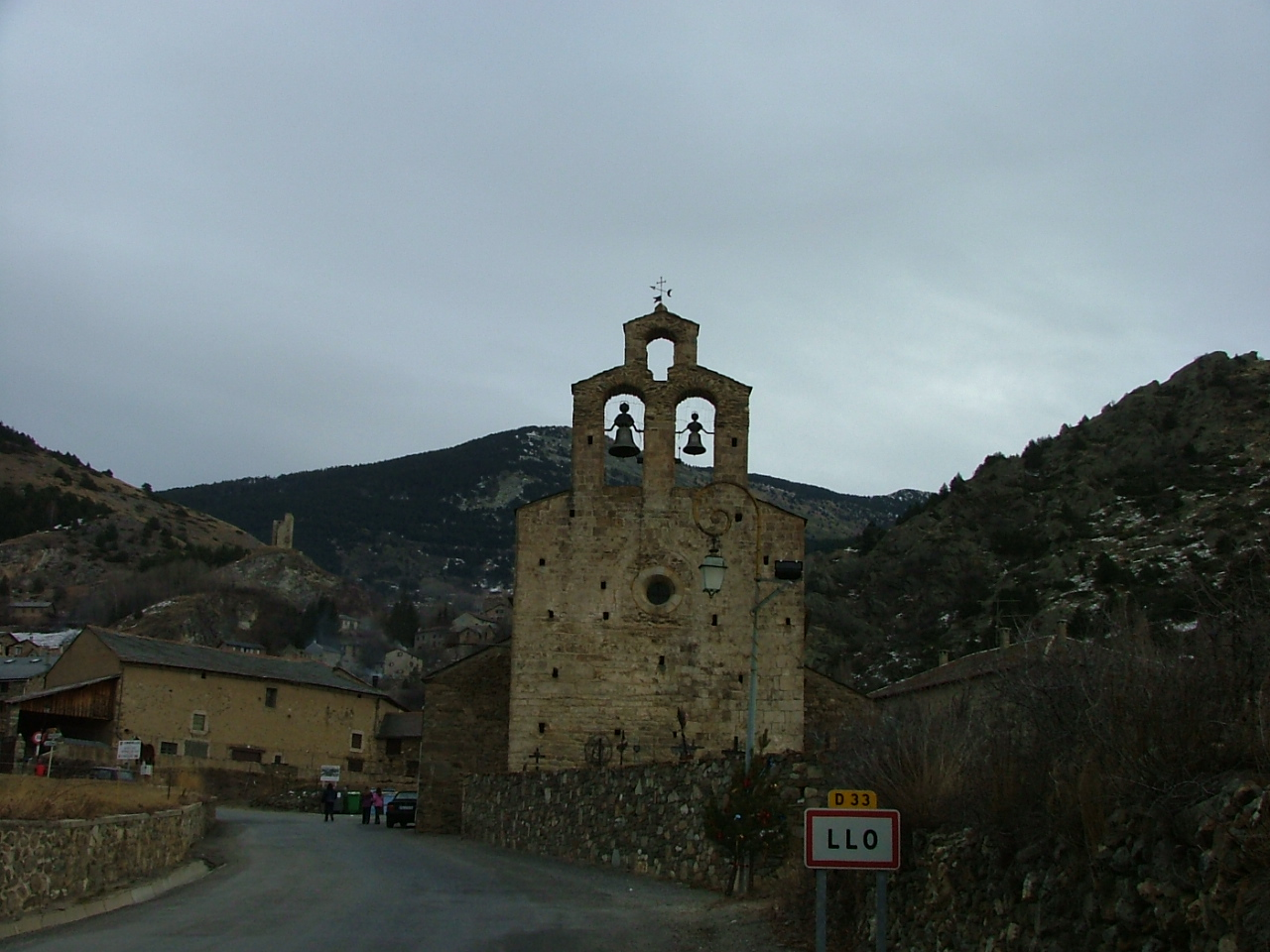
Дзвіниця церкви у селі Йо